# Broad Fields
Broad Fields – miasto w Stanach Zjednoczonych, w stanie Kentucky, w hrabstwie Jefferson.